# 裸 (克莉絲汀·阿奎萊拉專輯)
《裸》（英語：Stripped）為美國歌手克莉絲汀·阿奎萊拉的第四張錄音室專輯，於2002年10月22日由RCA唱片發行。為了擺脫出道專輯的青少年流行音樂風格，阿奎萊拉對下一張專輯的規劃全面掌控，包括專輯的曲風與歌詞。她亦轉變了自己的公眾形象並衍生出名為「Xtina」的另我。在曲風上，《裸》是一張流行與節奏藍調的專輯，並受到靈魂樂、搖滾樂、嘻哈音樂與拉丁音樂等風格影響。在歌詞上，專輯的大部分歌曲皆以自尊作為主題，並有部分歌曲提及性交跟女性主義。作為專輯的執行製作人，阿奎萊拉與多名詞曲作家跟製作人進行首次合作。
專輯發行後獲得主流樂評褒貶不一的評價，當中不少評論認為作品缺乏音樂的中心性，亦有評論認為專輯「幾乎」是一張成人專輯。專輯其後獲得葛萊美獎多項提名，並憑《美麗的》贏得一獎。在商業上，《裸》以330,000張的首週銷量空降美國《告示牌》二百強專輯第2位。專輯其後獲美國唱片業協會認證為四白金唱片，代表於美國出貨量達到四百萬張。專輯亦打進加拿大、荷蘭、愛爾蘭、紐西蘭與英國等多國排行榜前5位。在英國，專輯以超過二百萬張的銷量成為阿奎萊拉在當地最大賣的專輯，隨後躋身英國2000年代第29暢銷的專輯。《裸》於全球一共售出超過一千萬張。
專輯一共發行了5張单曲。首支主打單曲《下流》因以性作為主題的音樂錄影帶受到評論爭議，但仍獲得國際性商業成功。第二支單曲《美麗的》獲得主流樂評讚揚，並於全球獲得進一步商業成功。其後三支單曲《愛的鬥士》、《不能打壓我們》與《心聲》皆打進全球多國排行榜前10位。阿奎萊拉於多場現場表演上演唱過《裸》的歌曲，包括「2002年MTV歐洲音樂大獎」、「2003年全美音樂獎（1月）」以及「2003年MTV音樂錄影帶大獎」。阿奎萊拉於2003年舉行了兩場巡迴演唱會以宣傳專輯，包括與賈斯汀·提姆布萊克共同舉行的「愛你無罪與裸演唱會」以及個人舉行的「裸全球巡迴演唱會」。

## 發行背景
在1999年發行同名專輯後，阿奎萊拉以《瓶中精靈》跟《少女情懷》等四支全球熱門單曲迅速成為知名歌手。其後她亦與莉儿·金、粉红佳人跟美雅於2001年翻唱了拉貝爾組合的《果醬女郎》，並再次獲得國際成功。雖然發展成功，但阿奎萊拉對於前經理人史特夫·庫茲給予自己的音樂定位跟形象感到不滿，認為因為迎合市場而被塑造成泡泡糖流行歌手。她提到下一張專輯將會在音樂與歌詞上更有深度。在2000年年底，她決定不再跟庫茲續約。在與庫茲脫離商業關係後，阿奎萊拉聘用了歐文·阿佐夫作為新經理人。在轉換經理人後，阿奎萊拉決定為新專輯的音樂創造出自己的新風格。她亦創造出名為「Xtina」的新另我。阿奎萊拉也轉變了自己的外觀風格，包括以一頭黑髮與赤裸造型登上雜誌封面。
阿奎萊拉於「今日美國」上為自己的做法作更深入解釋：「當你成為流行現象的其中一部分，你必須被強逼接受不同的想法。人們會告訴你應該去做甚麼，你應該怎樣做，你應該穿些甚麼，你應該跟哪些人在一起。那時候我周圍都充斥著這些事，當一名完美無暇、千篇一律的流行歌手很容易走紅。但那個角色根本不能走到我的心裡，因為它是如此無聊跟膚淺。」

## 錄製
在2001年年底，阿奎萊拉開始為她下一張專輯進行錄製。錄製工作於加利福尼亚州跟纽约的錄音室進行，包括位於紐約的電子淑女錄音室跟名碟錄音廠、位於伯班克的企業錄音室， 以及位於洛杉矶的康威錄音室、唱片工場跟NRG錄音室。根據阿奎萊拉的說法，錄製工作比她當初預料花費的時間更多。她解釋在那段時間裡發生了很多事情，包括與她的初戀男友豪爾赫·桑托斯分手。阿奎萊拉亦認為《裸》的歌詞相當私人，而她的聲音「表現得更原始、更不加修飾，並減少曾被樂評家批評的反覆炫技」。她指出：「我進行了聲樂訓練，因為我覺得這很有趣。這也是我為何喜歡藍調，因為你可以往那一面探索更多自己的聲音。但我覺得這張專輯的歌詞相當私人、良好跟有深度，我希望人們能更加注意它，而不是我能如何運用自己的聲音。」
為了製作《裸》，阿奎萊拉與大量詞曲作家跟音樂製作人合作，包括艾莉西亚·凯斯、斯科特·斯托奇跟琳达·佩里。佩里是其中一個在阿奎萊拉製作專輯影響她最深的人。阿奎萊拉指：「她教會我不完美其實也很好，也應該被保留，因為這是發自內心的。這讓事情變得更可信，並應該勇敢向世界分享。」凯斯於歌曲《不可能的愛》中客串，並在紐約市的電子淑女錄音室裡錄製。斯托奇創作並製作了專輯中七首歌曲，其中兩首歌曲作為單曲發行。他指在製作《裸》的時候，阿奎萊拉是他其中一個最關心的朋友。然而斯托奇其後並未參與阿奎萊拉第五張錄音室專輯《天生歌姬》的製作，阿奎萊拉於《天生歌姬》裡的歌曲《煩》裡提及二人的爭執。

## 音樂與歌詞
在曲風上，《裸》是一張流行與節奏藍調專輯，並包含靈魂樂、嘻哈音樂、重金属音乐、摇滚乐、摇滚、福音音乐與拉丁音樂等多種音乐类型。專輯遠離了她的同名出道專輯的青少年流行音樂風格。根據阿奎萊拉說法，她想下一張專輯變得「真實」，因為在她是「流行時尚現象極致的一部分」時她感到「工作過度」。不少音樂評論家批評了專輯的音樂風格，認為它缺乏音樂的中心性。阿奎萊拉參與《裸》的大部分歌詞，並提到琳达·佩里於粉红佳人第二張錄音室專輯《誤會大了》的創作啟發了自己很多。她亦提到：「我並不是達拉斯·奥斯丁歌曲的狂熱粉絲，但我真的真的很愛琳达·佩里的歌曲。」
專輯的開場曲《裸的告白》的歌詞講述了阿奎萊拉的音樂轉變：「抱歉我有話直說／抱歉你不能命令我」。其後的《不能打壓我們》（莉兒·金客串）是一首節奏藍調與嘻哈音樂歌曲，並在結尾的時候融入舞場雷鬼風格。歌曲的歌詞以女性主義為主題，並被認為是對饒舌歌手阿姆與弗里德·德斯特的回應。第三首歌曲《離開》是一首鋼琴謠曲，並以「聰明」的比喻談論一段虐待的關係。第四首歌曲兼專輯第三支單曲《愛的鬥士》帶有重金属音乐，以及舞台搖滾的元素。歌曲講述一名女性向曾經傷害自己的男性道謝，並以阿奎萊拉不愉快的童年作為靈感。緊接於插曲《愛情道火索（插曲）》，《迷戀》是一首受弗拉明戈風格影響的拉丁流行曲，其後接著的是插曲《擁抱愛（插曲）》。
《因為我而愛我》是一首「迷人」的節奏藍調謠曲。接著的《不可能的愛》（艾莉西亚·凯斯客串）主要以钢琴作伴奏，而《不受重視》則講述分手的痛苦。鋼琴謠曲《美麗的》以自尊為主題，並被評論家認為是專輯的亮點，包括讚賞歌曲的整體製作。下一首歌曲《改變》是一首以車庫搖滾節拍為特色的騷沙音樂與舞曲搖滾歌曲。在英國，歌曲被控告非法取樣甜心寶貝的歌曲《Overload》。《衛報》亦提出兩首歌曲的相似性。其後美国作曲家、作家和发行商协会把甜心寶貝該曲的創作人加入《改變》中。《克魯絲》是一首與邁克爾·波頓的作品相似的搖滾謠曲。其後的《各取所需》跟《下流》皆以性交作為主題，並被形容為「污穢不堪」。其中《下流》以紅人的《Let's Get Dirty (I Can't Get in da Club)》作為創作靈感，並迎來紅人客串歌曲。緊接著插曲《裸的告白第二章》，《心聲》是一首以相信自己為主題的鋼琴謠曲。《我很好》是一首使用弦樂器的謠曲，並談論了阿奎萊拉被父親虐待的童年。專輯的結尾曲《繼續唱我的歌》包含了鼓打貝斯、福音音乐與合唱等元素。

## 發行單曲
《下流》於2002年9月14日作為專輯的的主打單曲發行。佩里與阿奎萊拉的經理公司皆建議她以《美麗的》作為主打單曲。然而阿奎萊拉希望以一首真正「下流與骯髒」的歌曲作為回歸，因此RCA唱片把《下流》作為主打單曲發行。發曲在發行前後獲得主流樂評反響不一的評價，有些評論家把它與布蘭妮·斯皮爾斯的歌曲《愛情奴隸》作對比並給予歌曲負評，有些評論家則認為它是《裸》中突出的歌曲。歌曲的音樂錄像帶由大衛·拉切貝爾負責拍攝，並因錄像帶的性內容而受到抨擊，並在泰國引發了抗議。然而歌曲取得了國際成功，包括獲得澳洲、紐西蘭、瑞士與英國的唱片認證。
專輯的第二支單曲《美麗的》由琳達·佩里獨自創作。歌曲緊接著引發爭議的前作《下流》而作為單曲發行，並獲得整體樂評家的好評。歌曲於全球榜單獲得更大的商業成功，打進多國排行榜前5位，並獲得美國、澳洲、紐西蘭與英國的唱片認證。歌曲的音樂錄像帶由喬納斯·艾克朗拍攝，內容涉及神经性厌食症、同性戀、霸凌、自尊與跨性別題材，並獲得廣泛媒體的好評。錄像帶於2003年的「第14屆同志媒體獎」獲獎，以表揚作品對LGBT的正面影響。《美麗的》亦被《滾石》跟《VH1》評為00年代最偉大的歌曲之一。
《愛的鬥士》於2003年3月13日作為《裸》的第三支單曲發行。歌曲獲得主流樂評家的好評，並於多國排行榜取得商業成功，包括於美國與澳洲取得金唱片認證。歌曲的音樂錄像帶由芙羅莉亞·西基斯蒙迪拍攝，並主要受導演標誌性的黑暗戲劇與蛾所啟發。
專輯的第四支單曲《不能打壓我們》（莉儿·金客串）於2003年7月8日發行。歌曲獲得樂評家反響不一的評價，並取得普通的商業成功，於澳洲獲得金唱片認證。歌曲的音樂錄像帶由拉切貝爾拍攝.。
《心聲》於2003年10月27日作為專輯的第五支兼最後一支單曲發行。樂評家讚賞了這首以相信自己為主題的鋼琴謠曲。歌曲的音樂錄像帶由拉切貝爾拍攝。

### 其他歌曲
《離開》雖然並未作為單曲發行，但於2008年3月14日打進丹麥Tracklisten榜第35位。

## 發行與宣傳

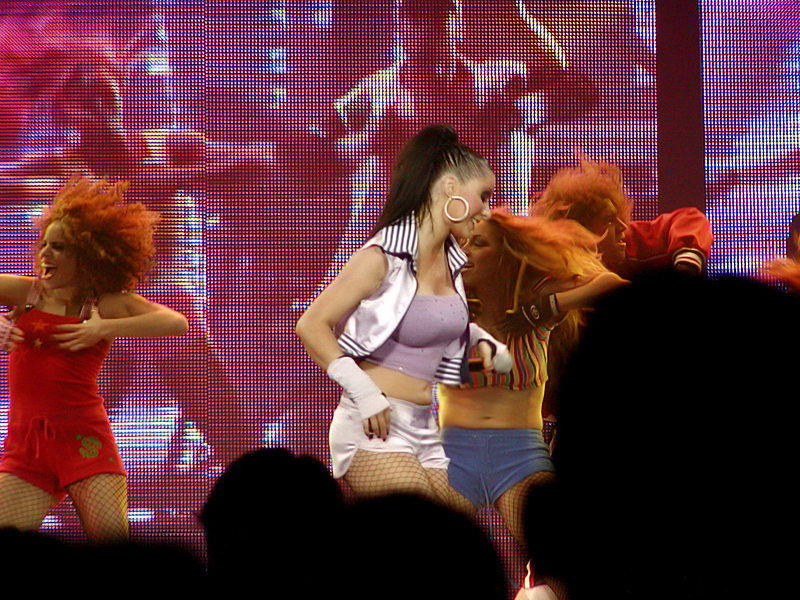
阿奎萊拉於2003年的「愛你無罪與裸演唱會」上演唱《少女情懷》。

《裸》於2002年10月22日由索尼音樂娛樂在北歐五國率先發行。專輯於一週後由RCA唱片在美國發行，並分別於11月5日跟2002年12月3日以卡式录音带跟黑膠唱片形式發行。阿奎萊拉於2002年10月28日展開《裸》的宣傳活動，現身芝加哥的電台「B96's Halloween Bash」並演唱四首專輯歌曲：《下流》、《各取所需》、《美麗的》與《不可能的愛》。她亦於同日亮相「大卫·莱特曼晚间秀」，並以黑色淺頂軟呢帽、黑色禮服與黑色高跟鞋造型演唱《美麗的》。她亦於「Top of the Pops」上演唱《下流》與《美麗的》，節目其後在2002年10月播映。2002年11月1日，她於「今天」上演唱《美麗的》跟《不可能的愛》。2002年11月4日，阿奎萊拉被邀請作為嘉賓登上「每日秀」以宣傳專輯。在「2002年MTV歐洲音樂大獎」，她與饒舌歌手紅人一同演唱《下流》，並重現了音樂錄像帶的拳擊場場景，跟皮套褲造型，阿奎萊拉亦騎在摩托車上登場表演。2002年12月15日，她於「VH1大獎」上表演了《下流》。2003年1月13日，阿奎萊拉於「2003年全美音樂獎（1月）」演唱了《美麗的》跟《不可能的愛》。
2003年3月15日，阿奎萊拉於「週六夜現場」演唱了《美麗的》與《愛的鬥士》。在「2003年MTV音樂錄影帶大獎」，阿奎萊拉與麥當娜、布蘭妮·斯皮爾斯跟梅西·埃利奧特表演了麥當娜的《宛如處女》、《好萊塢》，以及埃利奧特的《Work It》組曲。在演唱《好萊塢》末段的時候，麥當娜於演出途中親吻了阿奎萊拉與斯皮爾斯二人，成為翌日的新聞報道焦點之一，並被評為MTV音樂錄影帶大獎史上最標誌性的表演之一。阿奎萊拉於當晚亦分別與饒舌歌手紅人跟結他手戴夫·納瓦羅表演《下流》跟《愛的鬥士》。2004年1月16日，她登上了「大卫·莱特曼晚间秀」演唱《離開》。2004年2月8日，她於「第46屆格林美獎」上演唱《美麗的》，並憑歌曲奪下葛萊美獎「最佳流行女歌手」。
阿奎萊拉亦展開兩場巡迴演唱會以宣傳《裸》。在2003年夏天，阿奎萊拉與賈斯汀·提姆布萊克 共同展開命為「愛你無罪與裸演唱會」的演唱會，並於北美地區巡迴演出。關於演唱會，提姆布萊克指：「她擁有我聽過最驚艷的嗓子之一。那個鄰家女孩真能唱...這是為何我會站在這裡。」由於燈光設備倒塌，演唱會多場場次被取消或延期。2003年7月，迷你專輯《賈斯汀與克莉絲汀》於目標百貨作限定發行，以宣傳演唱會。作品收錄四首分別來自二人的專輯曲混音版，並加上兩首未發表歌曲。在2003年年底，阿奎萊拉展開「裸全球巡迴演唱會」，作為個人首次單獨巡迴演唱會。演唱會版圖延續至歐洲、日本與澳洲。而與提姆布萊克共同舉行的演唱會則於超過三千萬美元的票房收入成為2003年第16賣座的演唱會。2004年5月，阿奎萊拉原本計劃於「裸全球巡迴演唱會」的第二巡迴階段再次回到北美地區演出。但29場場次因她的聲音問題而被逼取消。2004年1月13日，演唱會的映像專輯《裸-英倫演唱會全記錄》於全球發行。2004年12月8日，收錄《裸》與《裸-英倫演唱會全記錄》的合輯於英國限定發行。

## 專業評分
| 綜合得分       | 綜合得分 |
| 來源           | 評分     |
| -------------- | -------- |
|                | 55/100   |
| 評論得分       |          |
| 來源           | 評分     |
| 《AllMusic》   | [ 11 ]   |
| 《告示牌》     | 正面     |
| 《娱乐周刊》   | C+       |
| 《衛報》       | [ 15 ]   |
| 《新音乐快递》 | 6/10     |
| 《滾石》       | [ 13 ]   |
| 《偏锋杂志》   | [ 16 ]   |
| 《Stylus雜誌》 | F        |
| 《Spin》       | 6/10     |
| 《村聲》       | 負面     |

《裸》獲得樂評家反響不一的評價。樂評網站Metacritic根據14筆評分對此專輯評分55/100。《告示牌》給予專輯正面評價，指專輯是「充滿令人驚訝深度的必聽專輯」。《E! Online》給予專輯好壞參半的評價，指「她很擅於作錯誤的決定，而《裸》就是其中之一（...）她經常做得太多，卻證明得太少」，但認為琳達·佩里為專輯創作並製作了最好的歌曲。《Spin》的喬許·昆認為「作為一項藝術宣言，《裸》顯得非常凌亂，它面向嘻哈音樂，它面向搖滾樂，它是貧民區，它是迪士尼。」《滾石》的揚希·鄧恩於滿分五星之中給予專輯三星評價，指它「幾乎」是一張成人專輯，但缺乏音樂的中心性。《攪拌機》給予專輯好壞參半的評價，指它仍然比布蘭妮·斯皮爾斯的作品好。《BBC音樂》的
杰奎琳·霍奇斯認為專輯「就像克莉絲汀大多數的衣服一樣大膽而高貴...這看起來像是在為聲帶訓練而弱化伴奏」。《新音乐快递》的吉姆·沃思指《裸》是一張瑪麗亞·凱莉的專輯。《偏锋杂志》的薩爾·辛奎曼尼認為專輯「過度製作跟過度煩亂，而且很容易被認為是珍妮·杰克逊的專輯」。
《村聲》給予專輯負面評價，稱專輯為「新任瑪麗亞的情緒穩定劑，並充滿半流行歌曲的虛假模仿」。《Stylus雜誌》托德·伯恩斯同樣給予專輯F級劣評，指：「在10至12首的平庸跟好歌之中，我們得到應該作為B面歌發行的8至10首歌。」《Q》於滿分五星之中給予專輯兩星評價，指：「很遺憾，燒掉胸罩般的誇張與福音高叫為醉人的歌曲配上差劣的字幕。」《AllMusic》的史蒂芬·托馬斯·艾爾維恩亦批評了專輯，認為專輯是「太早給予仍未知道該怎樣做的歌手太多自由而得出的成果」。《纽约时报》的喬恩·帕雷萊斯同樣給予專輯負評，指《裸》可能帶給阿奎萊拉在被舊歌迷離棄的情況下未能吸納新一批的風險，並認為它充滿被誤導的能量。

### 榮譽
《裸》為阿奎萊拉獲得多個獎項與獎項提名。專輯作品於2003年至2004年合共獲得四項「格林美獎」提名。在2003年，阿奎萊拉以《下流》獲得「最佳流行對唱」提名。其後她於2004年分別以《不能打壓我們》跟《裸》獲得「最佳流行對唱」跟「最佳流行演唱專輯」提名，並憑《美麗的》贏得「最佳流行女歌手」一獎。專輯作品亦於2003年至2004年合共獲得七項「MTV音樂錄影帶大獎」提名。在2003年，阿奎萊拉以《下流》獲提名「最佳女歌手錄影帶獎」、「最佳舞蹈錄影帶獎」、「最佳流行錄影帶獎」以及「最佳編舞獎」 。其後她於2004年憑《心聲》獲得「最佳女歌手錄影帶」 、「最佳人氣獎」以及「最佳攝影獎」提名。
《裸》亦於2003年的「Teen材大獎」與「MTV歐洲音樂大獎」，以及2004年的「全英音樂獎」與「朱諾獎」獲得專輯獎項提名。《下流》於2003年的「英國黑人音樂獎」與「Q音樂獎」各贏得一項獎項。《美麗的》分別於2003年的「同志媒體獎」與2004年的「MTV亞洲大獎」獲得獎項提名，並贏得「同志媒體獎」的獎項。《愛的鬥士》亦於2004年的「朱諾獎」贏得一獎。

## 商業成績

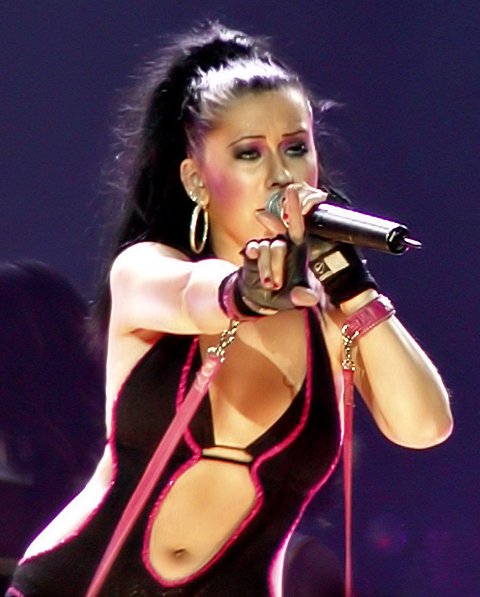
阿圭莉拉於2003年的「愛你無罪與裸演唱會」上演唱《瓶中精靈》。

根據尼爾森銷量統計系統，《裸》於發行首週以330,000張的銷量空降美國《告示牌》二百強專輯榜亞軍位置，僅落後於阿姆同週銷量達702,000張的《街頭痞子 電影原聲帶》。專輯一直逗留在榜單上至2004年，並獲美國唱片業協會認證為四白金唱片。直至2009年12月，專輯於當地售出超過423萬張，成為阿圭莉拉在美國第二暢銷的專輯，僅次於她售出820萬張的出道同名專輯。直至2018年，專輯已在當地售出超過442逍張。在加拿大，《裸》於發行首週以14,000張的銷量空降加拿大专辑榜第3位，其後獲加拿大音乐协会認證為三白金唱片。
在其他地區，《裸》則空降多國排行榜下游位置，並於後期取得商業成功。在英國，專輯發行首週空降英國專輯排行榜第19位，其後最高登上榜單亞軍位置。專輯成為阿圭莉拉於當地最成功的作品，於榜單前百名逗留了102週，並獲英国唱片业协会認證為六白金唱片。專輯成為了英國00年代第29暢銷的專輯，亦成為00年代美國女性於當地第二暢銷的專輯，僅次於诺拉·琼斯的《遠走高飛》。於2015年3月，截至2017年11月，官方榜单公司確認專輯為英國廿一世紀第48暢銷專輯。《裸》在英國的銷量已突破二百萬張。《裸》亦打進歐洲多國排行榜前10位，包括丹麥、挪威與瑞士。《裸》獲國際唱片業協會於歐洲認證為三白金唱片，代表作品在歐洲的出貨量達到三百萬張，並成為2004年女性歌手最暢銷的流行專輯。
在大洋洲地區，專輯打進澳洲與紐西蘭排行榜前10位，分別最高登上澳洲排行榜第7位以及紐西蘭排行榜第5位。專輯獲澳大利亚唱片业协会認證為四白金唱片，代表作品在當地出貨量達到280,000張，並獲新西兰唱片音乐协会認證為雙白金唱片，代表作品在當地出貨量達到30,000張。
截至2016年，《裸》的全球銷量已突破一千萬張。

## 影響與地位
在發行五支獲得商業成功的單曲後，《裸》成為阿奎萊拉其中一張商業表現最好的專輯。在美國，《裸》成為2003年第10暢銷的專輯，阿奎萊拉亦憑此被《告示牌》評為該年第5成功的商業歌手。她也憑著六張打進榜單的作品成為該年最成功的女性流行歌手。此外，她亦成為《告示牌》二百強專輯榜該年第13成功的歌手，以及第4成功的女歌手。阿奎萊拉也成為《告示牌》百強單曲榜該年單曲第2暢銷的女歌手，僅次於碧昂絲，並成為主流四十強單曲榜最成功的女歌手。
赛琳娜·戈麦斯提及《裸》對她於2015年的第二張錄音室專輯《甦醒》所帶來的影響，指：「那是我最喜歡的專輯之一，也多少成為了我想讓《甦醒》朝向的目標。我的意思是，那張專輯對她說實在太出色－《美麗的》、《不能打壓我們》，所有這些－就是我愛的東西。」她亦補充：「那就是一張專輯，那感覺非常完整。在我的專輯中，我有《再起》、《存活》、《甦醒》、《愛的戰場》。這充滿了我的東西，這是一張專輯，是完整的，是讓我自豪的事物。」在與《人物》的訪問中，黛咪·洛瓦托提到她的第六張錄音室專輯《傾訴愛》受到《裸》的影響。她指：「我從小聽著克莉絲汀·阿奎萊拉長大。她是我成長時的其中一名偶像」，並解釋：「我認為那是她的突破專輯，並使她成為如今的萬人迷。」她亦補充：「那啟發了我很多，她真的啟發了我這張專輯。我受到那黑白封面的啟發！」
2017年，《告示牌》把《裸》評為00年代最重要的專輯之一，指專輯的文化與前衛影響了蕾哈娜、黛咪·洛瓦托、麥莉·希拉與爱莉安娜·格兰德等一眾歌手。《Idolator》亦有相似看法，指《裸》成為「女歌手從青少年偶像成為成年流行明星的藍圖」。翌年，《赫芬顿邮报》指阿奎萊拉以《裸》領導了廿一世紀初的影響，並讓新一代女權主義言論融入流行文化。2018年，《洛杉磯時報》、《Fuse》、《Genius》與《Vinyl》皆認為專輯帶來深遠影響：「《裸》成為真實與原始女性流行樂的藍圖。」
《裸》亦被書籍《死前必聽的1001張專輯》收錄當中。

## 歌曲列表
| 《裸》 – 標準版 | 《裸》 – 標準版                                                      | 《裸》 – 標準版                                                                               | 《裸》 – 標準版                                           | 《裸》 – 標準版 |
| 曲序            | 曲目                                                                 | 词曲                                                                                          | 製作人                                                    | 时长            |
| --------------- | -------------------------------------------------------------------- | --------------------------------------------------------------------------------------------- | --------------------------------------------------------- | --------------- |
| 1.              | 裸的告白 Stripped Intro                                              |                                                                                               |                                                           | 1:39            |
| 2.              | 不能打壓我們（莉儿·金客串） Can't Hold Us Down（featuring Lil' Kim） | 克莉絲汀·阿奎萊拉 斯科特·史托赫 （ 英语 ： Scott Storch） 麥特·莫利斯 （ 英语 ： Matt Morris (musician)）                       | 史托赫 阿奎萊拉 [a] E.道克 [a]                            | 4:15            |
| 3.              | 離開 Walk Away                                                       | 阿奎萊拉 史托赫 莫利斯                                                                        | 史托赫 阿奎萊拉 [a] E.道克 [a]                            | 5:47            |
| 4.              | 愛的鬥士 Fighter                                                     | 阿奎萊拉 史托赫                                                                               | 史托赫 阿奎萊拉 [a] E.道克 [a]                            | 4:05            |
| 5.              | 愛情道火索（插曲） Primer Amor Interlude                             |                                                                                               |                                                           | 0:53            |
| 6.              | 迷戀 Infatuation                                                     | 阿奎萊拉 史托赫 莫利斯                                                                        | 史托赫 阿奎萊拉 [a] E.道克 [a]                            | 4:17            |
| 7.              | 擁抱愛（插曲） Loves Embrace Interlude                               |                                                                                               |                                                           | 0:46            |
| 8.              | 因為我而愛我 Loving Me 4 Me                                          | 阿奎萊拉 史托赫 莫利斯                                                                        | 史托赫 阿奎萊拉 [a] E.道克 [a]                            | 4:36            |
| 9.              | 不可能的愛（艾莉西亚·凯斯客串） Impossible（featuring Alicia Keys）  | 艾莉西亚·凯斯                                                                                 | 凱斯                                                      | 4:14            |
| 10.             | 不受重視 Underappreciated                                            | 阿奎萊拉 史托赫 莫利斯                                                                        | 史托赫 阿奎萊拉 [a] E.道克 [a]                            | 4:00            |
| 11.             | 美麗的 Beautiful                                                     | 琳达·佩里                                                                                     | 佩里                                                      | 3:58            |
| 12.             | 改變 Make Over                                                       | 阿奎萊拉 佩里 凱莎·布坎南 （ 英语 ： Keisha Buchanan） 穆緹雅·布埃納 （ 英语 ： Mutya Buena） 西巴·多納菲 （ 英语 ： Siobhán Donaghy） | 佩里                                                      | 4:12            |
| 13.             | 克魯斯 Cruz                                                          | 佩里 阿奎萊拉                                                                                 | 佩里                                                      | 3:49            |
| 14.             | 翱翔 Soar                                                            | 阿奎萊拉 羅伯·霍夫曼 希瑟·霍利                                                                | 霍夫曼 霍利                                               | 4:45            |
| 15.             | 各取所需 Get Mine, Get Yours                                         | 阿奎萊拉 史蒂夫·莫拉萊斯 巴萊瓦·穆罕默德 （ 英语 ： The Clutch） 大衛·辛格爾 （ 英语 ： David Siegel (musician)）              | 莫拉萊斯 穆罕默德 [a]                                     | 3:44            |
| 16.             | 下流（紅人客串） Dirrty（featuring Redman）                          | 阿奎萊拉 洛克維爾德 （ 英语 ： Rockwilder） 穆罕默德 雷金納德·諾布爾 （ 英语 ： Redman (rapper)）                      | 洛克維爾德 （ 英语 ： Rockwilder） 阿奎萊拉 穆罕默德 [a] 卡梅倫 [a] | 4:58            |
| 17.             | 裸的告白第二章 Stripped Pt. 2                                        |                                                                                               |                                                           | 0:45            |
| 18.             | 心聲 The Voice Within                                                | 阿奎萊拉 葛倫·巴拉德 （ 英语 ： Glen Ballard）                                                            | 巴拉德                                                    | 5:04            |
| 19.             | 我很好 I'm OK                                                        | 阿奎萊拉 佩里                                                                                 | 佩里                                                      | 5:18            |
| 20.             | 繼續唱我的歌 Keep on Singin' My Song                                 | 阿奎萊拉 史托赫                                                                               | 史托赫 阿奎萊拉 [a] E.道克 [a]                            | 6:29            |
| 总时长：        | 总时长：                                                             | 总时长：                                                                                      | 总时长：                                                  | 77:34           |

| 《裸》 – 中國版（CD1） | 《裸》 – 中國版（CD1）                                               | 《裸》 – 中國版（CD1）              | 《裸》 – 中國版（CD1）                      | 《裸》 – 中國版（CD1） |
| 曲序                   | 曲目                                                                 | 词曲                                | 製作人                                      | 时长                   |
| ---------------------- | -------------------------------------------------------------------- | ----------------------------------- | ------------------------------------------- | ---------------------- |
| 1.                     | 裸的告白 Stripped Intro                                              |                                     |                                             | 1:39                   |
| 2.                     | 不能打壓我們（莉儿·金客串） Can't Hold Us Down（featuring Lil' Kim） | 阿奎萊拉 史托赫 莫利斯              | 史托赫 阿奎萊拉 [a] E.道克 [a]              | 4:15                   |
| 3.                     | 離開 Walk Away                                                       | 阿奎萊拉 史托赫 莫利斯              | 史托赫 阿奎萊拉 [a] E.道克 [a]              | 5:47                   |
| 4.                     | 愛的鬥士 Fighter                                                     | 阿奎萊拉 史托赫                     | 史托赫 阿奎萊拉 [a] E.道克 [a]              | 4:05                   |
| 5.                     | 愛情道火索（插曲） Primer Amor Interlude                             |                                     |                                             | 0:53                   |
| 6.                     | 迷戀 Infatuation                                                     | 阿奎萊拉 史托赫 莫利斯              | 史托赫 阿奎萊拉 [a] E.道克 [a]              | 4:17                   |
| 7.                     | 擁抱愛（插曲） Loves Embrace Interlude                               |                                     |                                             | 0:46                   |
| 8.                     | 因為我而愛我 Loving Me 4 Me                                          | 阿奎萊拉 史托赫 莫利斯              | 史托赫 阿奎萊拉 [a] E.道克 [a]              | 4:36                   |
| 9.                     | 不可能的愛（艾莉西亚·凯斯客串） Impossible（featuring Alicia Keys）  | 凯斯                                | 凱斯                                        | 4:14                   |
| 10.                    | 不受重視 Underappreciated                                            | 阿奎萊拉 史托赫 莫利斯              | 史托赫 阿奎萊拉 [a] E.道克 [a]              | 4:00                   |
| 11.                    | 美麗的 Beautiful                                                     | 佩里                                | 佩里                                        | 3:58                   |
| 12.                    | 改變 Make Over                                                       | 阿奎萊拉 佩里 布坎南 布埃納 多納菲  | 佩里                                        | 4:12                   |
| 13.                    | 克魯絲 Cruz                                                          | 佩里 阿奎萊拉                       | 佩里                                        | 3:49                   |
| 14.                    | 翱翔 Soar                                                            | 阿奎萊拉 霍夫曼 霍利                | 霍夫曼 霍利                                 | 4:45                   |
| 15.                    | 下流（紅人客串） Dirrty（featuring Redman）                          | 阿奎萊拉 洛克維爾德 穆罕默德 諾布爾 | 洛克維爾德 阿奎萊拉 穆罕默德 [a] 卡梅倫 [a] | 4:58                   |
| 总时长：               | 总时长：                                                             | 总时长：                            | 总时长：                                    | 57:34                  |

| 《裸》 – 中國版（CD2） | 《裸》 – 中國版（CD2）               | 《裸》 – 中國版（CD2） | 《裸》 – 中國版（CD2）         | 《裸》 – 中國版（CD2） |
| 曲序                   | 曲目                                 | 词曲                   | 製作人                         | 时长                   |
| ---------------------- | ------------------------------------ | ---------------------- | ------------------------------ | ---------------------- |
| 1.                     | 裸的告白第二章 Stripped Pt. 2        |                        |                                | 0:45                   |
| 2.                     | 心聲 The Voice Within                | 阿奎萊拉 巴拉德        | 巴拉德                         | 5:04                   |
| 3.                     | 我很好 I'm OK                        | 阿奎萊拉 佩里          | 佩里                           | 5:18                   |
| 4.                     | 繼續唱我的歌 Keep on Singin' My Song | 阿奎萊拉 史托赫        | 史托赫 阿奎萊拉 [a] E.道克 [a] | 6:29                   |
| 总时长：               | 总时长：                             | 总时长：               | 总时长：                       | 17:36                  |

標記
- ^a 代表音樂製作人

取樣標記
- 《我很好》取樣了艾倫·穆斯（英语：Ellen Muth）與大衛·史崔森於電影「熱淚傷痕（英语：Dolores Claiborne (film)）」裡的音頻，電影改編自斯蒂芬·金的同名小說。

## 製作名單
製作名單來自《裸》內頁。
音樂家
- 克莉絲汀·阿奎萊拉 – 主聲樂、和聲、钢琴
- 莉儿·金 – 聲樂、饒舌
- 紅人（英语：Redman (rapper)） – 聲樂、饒舌
- 艾莉西亚·凯斯 – 和聲、钢琴、其他樂器
- 馬克西·安德森 – 和聲
- 亞歷山德拉·布朗 – 和聲
- 水晶鼓手 – 和聲
- 查理·海因斯 – 和聲
- 埃里卡·金 – 和聲
- 諾莉·羅賓遜 – 和聲
- 阿爾菲·西拉斯 – 和聲
- 托亞·史密斯 – 和聲
- 馬斯尼·沃特斯-威拉德 – 和聲
- 琳达·佩里 – 電貝斯、吉他、鋼琴
- 亞歷克斯·艾爾 – 電貝斯
- 烏里亞·達菲 – 電貝斯
- 麥克·埃利鬆多（英语：Mike Elizondo） – 電貝斯
- 魯弗斯·傑克遜 – 電貝斯
- 塔拉斯·馬迪（英语：Tarus Mateen） – 電貝斯
- 麥特·張伯倫（英语：Matt Chamberlain） – 鼓
- 布萊恩·弗雷西爾-摩爾 – 鼓
- 卡梅倫·霍夫 – 鼓
- 保羅·約翰 – 鼓
- 布萊恩·馬克里德 – 鼓
- 邁克·史丁森（英语：Mike Stinson） – 鼓
- 阿米爾·湯普森 – 鼓
- 戴瑞·迪克森 – 法國號
- 加里·格蘭特 – 法國號
- 傑瑞·黑 – 法國號
- 丹尼爾·希金斯 – 法國號
- 弗雷德·麥克斯韋 – 法國號
- 小比爾·賴興巴赫 – 法國號
- 大衛·華生 – 法國號
- 羅伯·霍夫曼 – 吉他、管弦敲擊、羅茲電鋼琴
- 葛倫·巴拉德– 結他、鍵盤
- 亞倫·費希貝 – 結他、电吉他
- 約翰·郭斯 – 結他
- 邁克爾·蘭多 – 結他
- 戴夫‧納瓦羅（英语：Dave Navarro） – 結他
- 阿圖·懷特 – 結他
- 德韋恩·威金斯 – 結他
- 拉蒙·斯塔格納羅 – 原聲結他
- 戴蒙·福克斯 – 鍵盤
- 藍迪·凱伯 – 鍵盤
- 大衛·辛格爾（英语：David Siegel (musician)） – 鍵盤
- 格雷格·菲寧亞斯（英语：Greg Phillinganes） – 鋼琴
- 理查德·杜德 – 大提琴
- 莉莉·海登 – 中提琴、小提琴
- 香提·蘭德爾 – 中提琴
- 埃里克·戈爾芬 – 小提琴

製作人
- 克莉絲汀·阿奎萊拉 – 執行製作、聲樂製作與編排
- E.道克 – 聲樂製作與編排、合唱聲樂編排
- 羅恩·菲爾（英语：Ron Fair） – 執行製作人、弦樂編排
- 斯科特·史托赫（英语：Scott Storch） – 製作
- 琳达·佩里 – 製作、工程、弦樂編排與指揮、音樂編程（英语：music programming）
- 巴萊瓦·穆罕默德 – 聲樂製作與編排
- 馬克西·安德森 – 合唱聲樂編排
- 羅伯·霍夫曼 – 製作、編程
- 史蒂夫·莫拉萊斯 – 製作、鼓編程、編排
- 葛倫·巴拉德 – 製作、編排
- 拉里·戈爾德 – 弦樂編排與指揮
- 比爾·羅斯 – 管弦樂編排
- 安森·道金斯 – 合唱聲樂編排
- 埃里克·道金斯 – 合唱聲樂編排
- 希瑟·霍利 – 製作
- 艾莉西亚·凯斯 – 製作
- 洛克維爾德 – 製作
- 托尼·布萊克 – 錄製（英语：Sound recording and reproduction）
- 奧斯卡·拉米雷斯 – 錄製
- 瓦西姆·瑞克 – 錄製
- 肖恩·斯通納 –錄製
- 大衛·格雷羅 – 工程、混音工程協助
- 迪倫·德萊斯多 – 工程、混音工程
- 安德魯·查韋斯 – 工程協助、混音工程協助
- 達維·溫 – 工程協助、Pro Tools工程
- 布萊恩·道格拉斯 – 工程協助
- 阿歷克斯·吉布森 – 工程協助
- 傑伊·戈恩 – 工程協助
- 馬克·基祖拉 – 工程協助
- 亞倫·李普萊 – 工程協助
- 約翰·莫里卡 – 工程協助
- 拉斐爾·塞拉諾 – 工程協助
- 凱文·西曼斯基 – 工程協助
- 斯科特·惠廷 – 工程協助
- 托尼·瑪莎拉蒂 – 混音（英语：Audio mixing (recorded music)）
- 彼得·莫克蘭 – 混音
- 戴夫·彭薩多 – 混音
- 里奇·巴爾默 – 混音工程協助
- 托尼·弗洛雷斯 – 混音工程協助
- 安東尼·克霍佛 – 混音工程協助
- 傑米·西科拉 – 混音工程協助
- 伊桑·威洛比 – 混音工程協助
- 朱莉·萊文·艾勒 – 製作協調（英语：production coordinator）
- 斯蒂芬妮·庫比克 – 製作協助（英语：production assistant）
- 喬安·富永 – 音樂承辦
- 布萊恩·加德納 – 母帶（英语：Audio mastering）

美術與行政
- 羅恩·菲爾（英语：Ron Fair） – A&R
- 傑里·海登 – 藝術總監與設計
- 格倫·中迫 – 藝術總監與設計
- 米蘭達·佩恩·都靈 – 摄影

## 榜單成績
| 週榜單（2002年－2006年）                  | 最高 位置 |
| ----------------------------------------- | --------- |
| 阿根廷（CAPIF專輯榜）                     | 1         |
| 澳大利亞（ARIA專輯榜）                    | 7         |
| 奧地利（Ö3專輯榜）                        | 10        |
| 比利時法蘭德斯（Ultratop榜專輯榜）        | 7         |
| 比利時瓦隆（Ultratop榜專輯榜）            | 46        |
| 加拿大（《告示牌》Canadian Albums Chart） | 3         |
| 丹麥（Hitlisten專輯榜）                   | 5         |
| 荷蘭（MegaCharts專輯榜）                  | 3         |
| 法國（法國唱片出版業公會專輯榜）          | 49        |
| 德國（德國官方榜單專輯榜）                | 6         |
| 匈牙利（匈牙利录音制品制作者协会專輯榜）  | 39        |
| 愛爾蘭（愛爾蘭唱片音樂協會專輯榜）        | 2         |
| 意大利（意大利音乐产业联盟專輯榜）        | 16        |
| 日本（Oricon專輯榜）                      | 13        |
| 紐西蘭（新西兰唱片音乐协会專輯榜）        | 5         |
| 挪威（世道榜專輯榜）                      | 10        |
| 蘇格蘭（OCC專輯榜）                       | 2         |
| 斯洛伐克（國際唱片業協會專輯榜）          | 20        |
| 瑞典（瑞典最熱榜專輯榜）                  | 13        |
| 瑞士（瑞士热门音乐榜專輯榜）              | 9         |
| 英國（OCC專輯榜）                         | 2         |
| 美國〈《告示牌》二百強專輯榜〉            | 2         |
| 美國（《告示牌》Top Catalog Albums）      | 14        |

| 年榜單（2002年）  | 位置 |
| ----------------- | ---- |
| 英國（OCC專輯榜） | 110  |

| 年榜單（2003年）                         | 位置 |
| ---------------------------------------- | ---- |
| 澳大利亞（ARIA專輯榜）                   | 12   |
| 奧地利（Ö3專輯榜）                       | 31   |
| 比利時法蘭德斯（Ultratop榜專輯榜）       | 17   |
| 荷蘭（MegaCharts專輯榜）                 | 11   |
| 德國（德國官方榜單專輯榜）               | 16   |
| 匈牙利（匈牙利录音制品制作者协会專輯榜） | 79   |
| 愛爾蘭（愛爾蘭唱片音樂協會專輯榜）       | 5    |
| 紐西蘭（新西蘭唱片音樂協會專輯榜）       | 21   |
| 瑞士（瑞士熱門音樂榜專輯榜）             | 54   |
| 英國（OCC專輯榜）                        | 3    |
| 美國〈《告示牌》二百強專輯榜〉           | 10   |

| 年榜單（2004年）             | 位置 |
| ---------------------------- | ---- |
| 澳大利亞（ARIA專輯榜）       | 58   |
| 德國（德國官方榜單專輯榜）   | 68   |
| 瑞士（瑞士熱門音樂榜專輯榜） | 88   |
| 英國（OCC專輯榜）            | 65   |

| 年榜單（2005年）  | 位置 |
| ----------------- | ---- |
| 英國（OCC專輯榜） | 181  |

| 年代榜（2000－2009年）         | 位置 |
| ------------------------------ | ---- |
| 澳大利亞（ARIA專輯榜）         | 66   |
| 英國（OCC專輯榜）              | 29   |
| 美國（《告示牌》二百強專輯榜） | 77   |

## 認證
| 地區                                  | 认证    | 认证单位/销量 |
| ------------------------------------- | ------- | ------------- |
| 阿根廷（阿根廷音像製品協會）          | 白金    | 40,000^       |
| 澳大利亚（澳大利亚唱片业协会）        | 4× 白金 | 280,000^      |
| 奥地利（國際唱片業協會奧地利分會）    | 白金    | 30,000*       |
| 巴西（巴西唱片業協會）                | 金      | 50,000*       |
| 加拿大（加拿大音乐协会）              | 3× 白金 | 300,000^      |
| 丹麦（國際唱片業協會丹麥分會）        | 白金    | 50,000^       |
| 法國                                  | —       | 150,100       |
| 德国（聯邦音樂產業協會）              | 白金    | 300,000^      |
| 意大利（意大利音乐产业联盟）          | 金      | 50,000*       |
| 日本（日本唱片協會）                  | 金      | 0^            |
| 匈牙利（匈牙利录音制品制作者协会）    | 白金    | 20,000^       |
| 墨西哥（墨西哥音像製品協會）          |         | 75,000^       |
| 荷兰（荷蘭音像製品製作與進口協會）    | 白金    | 80,000^       |
| 新西兰（新西兰唱片音乐协会）          | 2× 白金 | 30,000^       |
| 挪威（國際唱片業協會挪威分会）        | 白金    | 40,000*       |
| 西班牙（西班牙音樂製作協會）          | 金      | 75,000^       |
| 瑞典（瑞典唱片業協會）                | 白金    | 60,000^       |
| 瑞士（國際唱片業協會瑞士分会）        | 白金    | 40,000^       |
| 英国（英国唱片业协会）                | 6× 白金 | 2,000,000     |
| 美国（美國唱片業協會）                | 4× 白金 | 4,423,000     |
| 總計                                  |         |               |
| 欧洲（國際唱片業協會）                | 3× 白金 | 3,000,000*    |
| *僅含認證的實際銷量 ^僅含認證的出貨量 |         |               |

## 發行歷史
| 地區   | 日期           | 形式       | 廠牌         | 來源    |
| ------ | -------------- | ---------- | ------------ | ------- |
| 丹麥   | 2002年10月22日 | CD         | 索尼音樂娛樂 | [ 169 ] |
| 芬蘭   | 2002年10月22日 | CD         | 索尼音樂娛樂 | [ 170 ] |
| 挪威   | 2002年10月22日 | CD         | 索尼音樂娛樂 | [ 171 ] |
| 瑞典   | 2002年10月22日 | CD         | 索尼音樂娛樂 | [ 172 ] |
| 西班牙 | 2002年10月24日 | CD         | 索尼音樂娛樂 | [ 173 ] |
| 日本   | 2002年10月25日 | CD         | 索尼音樂娛樂 | [ 174 ] |
| 意大利 | 2002年10月26日 | CD         | 索尼音樂娛樂 | [ 175 ] |
| 英國   | 2002年10月26日 | CD         | RCA          | [ 176 ] |
| 澳洲   | 2002年10月28日 | CD         | 索尼音樂娛樂 | [ 177 ] |
| 德國   | 2002年10月28日 | CD         | 索尼音樂娛樂 | [ 178 ] |
| 紐西蘭 | 2002年10月28日 | CD         | 索尼音樂娛樂 | [ 179 ] |
| 葡萄牙 | 2002年10月28日 | CD         | 索尼音樂娛樂 | [ 180 ] |
| 加拿大 | 2002年10月29日 | CD         | 索尼音樂娛樂 | [ 181 ] |
| 法國   | 2002年10月29日 | CD         | 索尼音樂娛樂 | [ 182 ] |
| 波蘭   | 2002年10月29日 | CD         | 索尼音樂娛樂 | [ 183 ] |
| 美國   | 2002年10月29日 | CD         | RCA          | [ 184 ] |
| 美國   | 2002年11月5日  | 卡式录音带 | RCA          | [ 185 ] |
| 台灣   | 2002年11月6日  | CD         | 索尼音樂娛樂 | [ 186 ] |
| 加拿大 | 2002年12月2日  | 密紋唱片   | 索尼音樂娛樂 | [ 187 ] |
| 德國   | 2002年12月3日  | 密紋唱片   | 索尼音樂娛樂 | [ 188 ] |
| 美國   | 2002年12月3日  | 密紋唱片   | RCA          | [ 189 ] |
| 中國   | 2004年5月5日   | CD         | 索尼音樂娛樂 | [ 190 ] |
| 日本   | 2005年5月25日  | CD         | 索尼音樂娛樂 | [ 191 ] |
| 日本   | 2006年8月9日   | CD         | 索尼音樂娛樂 | [ 192 ] |
| 日本   | 2008年9月24日  | CD         | 索尼音樂娛樂 | [ 193 ] |

## 資料來源
1. 1 2 3 4 5 6 7 8 9 10 11  Vineyard, Jennifer. . MTV News (Viacom). 2002-10-31  [2011-03-24]. （原始内容存档于2012-11-06）.
2. 1 2 3 4 5 6 7 8 9 10 11 12  Gardner, Elysa. . USA Today (Gannett Company). 2002-10-24  [2009-07-03]. （原始内容存档于2016-03-01）.
3. 1 2  Stitzel, Kim. . MTV News (Viacom). 2002  [2009-01-29]. （原始内容存档于2009-03-05）.
4. ↑  . People. Time Inc.   [2013-05-25]. （原始内容存档于2013-10-22）.
5. ↑  Lipshutz, Jason. . Billboard. Prometheus Global Media. 2012-11-21  [2013-08-23]. （原始内容存档于2014-06-13）.
6. 1 2 3 4 5 6 7   (liner notes). Christina Aguilera. United States: RCA Records. 2002.
7. 1 2 3  Reid, Shaheem. . MTV News (Viacom). 2002-06-25  [2011-03-24]. （原始内容存档于2012-11-06）.
8. 1 2 3  Touré. . Rolling Stone (Wenner Media). 2006-06-29  [2013-08-05]. （原始内容存档于2006-07-04）.
9. ↑  . Yahoo! Music (Yahoo!). 2006-08-17  [2013-05-02]. （原始内容存档于2006-09-02）.
10. 1 2 3 4 5  Browne, David. . Entertainment Weekly. Time Inc. 2002-11-01  [2011-10-23]. （原始内容存档于2013-04-11）.
11. 1 2 3 4 5 6  Erlewine, Stephen Thomas. . AllMusic》. All Media Network.   [2011-10-23]. （原始内容存档于2012-05-26）.
12. 1 2 3  Sanneh, Kelefa. . The New York Times (New York City: The New York Times Company). 2002-09-08  [2013-08-11]. （原始内容存档于2013-09-21）.
13. 1 2 3 4 5 6 7  Dunn, Jancee. . Rolling Stone. Wenner Media. 2002-11-05  [2013-08-03]. （原始内容存档于2013-09-21）.
14. 1 2 3 4 5 6  Burns, Todd. . Stylus Magazine. 2003-09-01  [2013-04-26]. （原始内容存档于2016-03-03）.
15. 1 2 3 4  Clarke, Betty. . The Guardian. Guardian Media Group. 2002-10-25  [2011-10-23]. （原始内容存档于2013-09-27）.
16. 1 2 3 4 5 6 7  Cinquemani, Sal. . Slant Magazine. 2002-11-02  [2011-03-24]. （原始内容存档于2013-05-15）.
17. 1 2 3 4 5 6  Hiatt, Brian. . Entertainment Weekly (Time Inc). 2002-10-19  [2013-07-02]. （原始内容存档于2007-06-19）.
18. 1 2 3 4  . Billboard. Prometheus Global Media. 2002-11-02  [2013-07-02]. （原始内容存档于2002-12-20）.
19. ↑  Canfield, Jack; Victor Hansen, Mark; Geffen, Jo-Ann. . . United States: Chicken Soup for the Soul Publishing LLC. 2009-11-10. ISBN 978-1-935096-40-5.
20. ↑  .   [2008-04-30]. （原始内容存档于2008-04-30）.
21. 1 2  . Contactmusic.com. 2004-10-18  [2013-08-06].
22. ↑  . BBC Music.   [2015-02-15]. （原始内容存档于2015-04-03）.
23. 1 2 3 4 5  Kun, Josh. . Spin. Spin Media. 2003-07-15  [2011-10-23]. （原始内容存档于2011-12-11）.
24. ↑  . 2013-07-19  [2015-04-28]. （原始内容存档于2015-05-19）.
25. ↑  Ogunnaike, Lola. . The New York Times (The New York Times Company). 2006-07-30  [2013-08-05]. （原始内容存档于2015-02-15）.
26. ↑  D'Angelo, Joe. . MTV News (Viacom). 2002-10-18  [2013-08-05]. （原始内容存档于2013-09-21）.
27. ↑  . ARIA Charts. ARIA.   [2012-06-11]. （原始内容存档于2009-09-12）.
28. 1 2  . RadioScope. Recorded Music NZ.   [2012-06-11]. （原始内容存档于2011-08-24）.
29. ↑  . Swiss Music Charts.   [2013-08-15]. （原始内容存档于2014-02-22）.
30. 1 2 3 4   (Note: Insert 'Stripped' in the keyword box). British Phonographic Industry.   [2013-08-05]. （原始内容存档于2017-07-10）.
31. 1 2 3  . Hung Medien.   [2013-08-05]. （原始内容存档于2013-06-06）.
32. 1 2 3 4  . Recording Industry Association of America.   [2013-08-05]. （原始内容存档于2015-09-24）.
33. 1 2 3  . ARIA Charts. ARIA.   [2012-06-11]. （原始内容存档于2012-02-12）.
34. 1 2  . Gay & Lesbian Alliance Against Defamation (GLAAD). 2003-02-28  [2011-10-23]. （原始内容存档于2008-04-15）.
35. ↑  . Rolling Stone. Wenner Media.   [2013-05-14]. （原始内容存档于2013-08-01）.
36. ↑  Seidman, Lacey; Graham, Mark. . VH1. Viacom. 2011-09-29  [2013-05-14]. （原始内容存档于2013-05-10）.
37. ↑  Moss, Corey. . MTV News (Viacom). 2003-03-13  [2012-04-28]. （原始内容存档于2012-11-07）.
38. ↑  Moss, Corey. . MTV News (Viacom). 2003-05-16  [2013-04-25]. （原始内容存档于2013-09-21）.
39. ↑  Moss, Corey. . MTV News (Viacom). 2003-10-20  [2013-07-30]. （原始内容存档于2010-04-26）.
40. ↑  . Tracklisten. Hung Medien.   [2013-07-13]. （原始内容存档于2013-07-25）.
41. ↑  . Billboard (Prometheus Global Media). 2002-10-28  [2013-09-25]. （原始内容存档于2014-05-11）.
42. ↑  David Letterman (host) and Christina Aguilera (guest).  (television production). United States: CBS. 2002-10-28.
43. ↑   (television product). United States: BBC One. October 2002.
44. ↑  Matt Lauer (host) and Christina Aguilera (guest).  (television production). United States: NBC. 2002-11-01.
45. ↑  Jon Stewart (host).  (television product). Canada: The Comedy Network. 2002-11-01.
46. ↑  D'Angelo, Joe. . MTV News (Viacom). 2002-11-14  [2013-05-07]. （原始内容存档于2013-11-13）.
47. ↑  . VH1. Viacom.   [2013-04-26]. （原始内容存档于2013-09-21）.
48. ↑  The Osbournes (hosts).  (television production). United States: Dick Clark. 2003-01-13.
49. ↑  . Saturday Night Live. NBC.   [2013-08-05]. （原始内容存档于2013-09-21）.
50. 1 2 3  Moss, Corey. . MTV News (Viacom). 2003-08-23  [2013-08-05]. （原始内容存档于2010-09-21）.
51. ↑  David Letterman (host) and Christina Aguilera (guest).  (television product). United States: CBS. 2004-01-16.
52. ↑  Moss, Corey. . MTV News (Viacom). 2004-01-13  [2013-08-05]. （原始内容存档于2013-09-21）.
53. ↑  Downey, Ryan. . MTV News (Viacom). 2003-02-21  [2013-08-06]. （原始内容存档于2012-04-04）.
54. ↑  Wiederhorn, Jon. . MTV News. 2003-01-29  [2003-08-06]. （原始内容存档于2013-06-10）.
55. ↑  Vineyard, Jennifer. . MTV News (Viacom). 2003-08-11  [2013-08-06]. （原始内容存档于2012-11-07）.
56. 1 2  . PR Newswire (Minneapolis). 2003-07-01  [2013-08-15]. （原始内容存档于2013-09-21）.
57. ↑  . Billboard (Prometheus Global Media).   [2013-08-06]. （原始内容存档于2013-10-02）.
58. ↑  . Christina Aguilera official website.   [2013-08-06]. （原始内容存档于2003-09-20）.
59. ↑  . Take 40 Australia (MCM Entertainment, Ltd). 2003-09-18  [2013-08-06]. （原始内容存档于2013-09-21）.
60. ↑  . Billboard (Prometheus Global Media). 2003-12-27, 115 (52): 23  [2013-08-16].
61. ↑  Vineyard, Jennifer. . MTV News (Viacom). 2006-07-11  [2013-08-06]. （原始内容存档于2013-09-21）.
62. ↑  Vineyard, Jennifer. . MTV News (Viacom). 2004-04-29  [2013-08-06]. （原始内容存档于2010-12-15）.
63. ↑  . Amazon.co.uk. Amazon Inc.   [2013-08-06]. （原始内容存档于2013-09-21）.
64. ↑  . Amazon.co.uk. Amazon Inc.   [2013-08-06]. （原始内容存档于2013-09-21）.
65. 1 2 3 4  . Metacritic. CBS Interactive.   [2013-08-04]. （原始内容存档于2013-09-21）.
66. 1 2  Wirth, Jim. . NME. IPC Media. 2002-11-22  [2011-10-23]. （原始内容存档于2012-01-11）.
67. 1 2  Dark, Jane. . The Village Voice. Voice Media Group. 2002-11-12  [2013-08-04]. （原始内容存档于2004-12-09）.
68. ↑  . E! Online. E! Online. 2002-10-30  [2005-11-25]. （原始内容存档于2005-11-25）.
69. ↑  Hodges, Jacqueline. . BBC Music. BBC. 2002-11-20  [2013-08-04]. （原始内容存档于2013-09-26）.
70. ↑  Pareles, Jon. . The New York Times (New York City: The New York Times Company). 2002-12-01  [2013-08-11]. （原始内容存档于2013-10-02）.
71. ↑  . San Francisco Chronicle (Hearst Corporation). 2003-01-08  [2013-09-17]. （原始内容存档于2012-09-09）.
72. ↑  . MTV News (Viacom).   [2013-08-04]. （原始内容存档于2013-11-04）.
73. ↑  Neuman, Melinda; Mitchell, Cail; Morris, Chris. . Billboard (Prometheus Global Media). 2004-02-21, 116 (8): 69  [2013-09-15].
74. ↑  . MTV News (Viacom).   [2013-08-04]. （原始内容存档于2015-05-02）.
75. ↑  . MTV Networks. Viacom.   [2013-09-17]. （原始内容存档于2011-08-11）.
76. ↑  . MTV Networks. Viacom.   [2013-09-17]. （原始内容存档于2016-03-08）.
77. ↑  . Hollywood.com (Hollywood.com, LLC). 2003-08-06  [2013-09-17]. （原始内容存档于2014-02-22）.
78. ↑  Wiederhorn, Jon. . MTV News. Viacom. 2003-11-06  [2013-09-17]. （原始内容存档于2013-09-21）.
79. ↑  . Brit Awards.   [2013-09-17]. （原始内容存档于2012-08-05）.
80. ↑  . Billboard. Prometheus Global Media.   [2013-09-17]. （原始内容存档于2014-07-12）.
81. ↑  Chi, Minnie. . UCLA International Institute. University of California, Los Angeles (UCLA). 2004-01-23  [2018-03-09]. （原始内容存档于2017-07-11）.
82. ↑  Staff writer. . MTV News. Viacom. 2003-03-03  [2013-09-17]. （原始内容存档于2013-09-21）.
83. ↑  . Billboard. Prometheus Global Media.   [2013-09-17]. （原始内容存档于2014-10-04）.
84. ↑  Martens, Todd. . Billboard (Prometheus Global Media). 2002-11-06  [2013-08-04]. （原始内容存档于2013-11-21）.
85. ↑  Trust, Gary. . Billboard (Prometheus Global Media). 2008-12-18  [2013-08-05]. （原始内容存档于2013-10-02）.
86. 1 2  Trust, Bary. . Billboard. Prometheus Global Media. 2014-09-01  [2014-09-01]. （原始内容存档于2014-09-05）.
87. ↑  Williams, John. . Jam! (Sun Media). 2006-08-23  [2013-02-03]. （原始内容存档于2013-09-21）.
88. ↑   (Note: Insert 'Stripped' in the search box). Music Canada.   [2013-08-04]. （原始内容存档于2011-11-15）.
89. ↑  . Billboard (Prometheus Global Media).   [2013-08-05]. （原始内容存档于2013-06-23）.
90. 1 2  . Official Charts Company.   [2013-08-05]. （原始内容存档于2014-02-03）.
91. 1 2 3  Nihal.  (radio news). United Kingdom: BBC Radio 1/Official Charts Company. 2009-12-28.
92. ↑  Moss, Liv. . Official Charts Company. 2015-03-19  [2019-11-14]. （原始内容存档于2015-03-19）.
93. ↑  .   [2017-11-24]. （原始内容存档于2017-11-26）.
94. 1 2  . International Federation of the Phonographic Industry. 2004  [2013-08-06]. （原始内容存档于2007-10-19）.
95. ↑  . Billboard.
96. ↑  . ARIA Charts. Hung Medien.   [2009-07-26]. （原始内容存档于2011-09-28）.
97. 1 2  . Recorded Music NZ. Hung Medien.   [2009-07-26]. （原始内容存档于2017-05-20）.
98. 1 2  . ARIA Charts.   [2019-11-14]. （原始内容存档于2012-01-25）.
99. ↑  . VH1 Latin America.   [2017-08-26]. （原始内容存档于2016-03-31）.
100. ↑  Marolle, Emmanuel. . Le Parisien. 2013-10-04  [2017-08-26]. （原始内容存档于2017-08-26）.
101. 1 2  . Billboard (Nielsen Business Media, Inc). 2003-12-27, 115 (52): 66  [2013-08-16].
102. ↑  Garibaldi, Christina. . MTV News. 2015-09-11  [2017-09-21]. （原始内容存档于2017-09-21）.
103. ↑  Haas, Mariah. . People. 2017-09-19  [2017-09-21]. （原始内容存档于2017-09-20）.
104. ↑  Benjamin, Jeff. . Billboard. 2017-10-19  [2019-08-21]. （原始内容存档于2017-10-31）.
105. ↑  Neid, Mike. . Idolator. 2017-10-24  [2019-08-21].[]
106. ↑  Dawson, Lamar. . HuffPost. 2018-10-27  [2019-08-21]. （原始内容存档于2022-07-10）.
107. ↑  Kennedy, Gerrick. . The LA Times. 2018-06-24  [2019-08-21]. （原始内容存档于2019-08-28）.
108. ↑  Gracie, Bianca. . Fuse. 2018-11-28  [2019-08-28]. （原始内容存档于2019-08-28）.
109. ↑  Robert Dimery; Michael Lydon. . Universe. 2010-03-23. ISBN 978-0-7893-2074-2.
110. ↑  . Argentine Chamber of Phonograms and Videograms Producers.   [2019-03-30]. （原始内容存档于2003-06-09）.
111. ↑  "Christina Aguilera – Stripped". Australiancharts.com. Hung Medien.
112. ↑  . IFPI. Hung Medien.   [2009-07-26]. （原始内容存档于2008-06-13）.
113. ↑  . Ultratop. Hung Medien.   [2009-07-26]. （原始内容存档于2013-07-17）.
114. ↑  . Ultratop. Hung Medien.   [2009-07-26]. （原始内容存档于2013-07-17）.
115. ↑  "Christina Aguilera Chart History (Canadian Albums)". Billboard.
116. ↑  . Tracklisten. Hung Medien.   [2009-07-26]. （原始内容存档于2011-11-13）.
117. ↑  . MegaCharts. Hung Medien.   [2009-07-26]. （原始内容存档于2013-07-17）.
118. ↑  . Syndicat National de l'Édition Phonographique. Hung Medien.   [2009-07-26]. （原始内容存档于2013-07-17）.
119. ↑  . Media Control Charts. Hung Medien. PHONONET GmBH.   [2009-07-26]. （原始内容存档于2012-03-26）.
120. ↑  . MAHASZ.   [2009-12-03]. （原始内容 (Select the "Top 40 album-, DVD" list, the year 2003 and the week 34)存档于2013-03-31）.
121. ↑  . Irish Recorded Music Association.   [2011-09-13]. （原始内容存档于2013-07-17）.
122. ↑  . FIMI. Hung Medien.   [2010-07-25]. （原始内容存档于2013-07-17）.
123. ↑  . Oricon.   [2013-12-09]. （原始内容存档于2013-12-26）.
124. ↑  . VG-lista. Hung Medien.   [2009-07-26]. （原始内容存档于2013-07-17）.
125. ↑  "Official Scottish Albums Chart Top 100". Official Charts Company.  Retrieved 2018-08-29.
126. ↑  . International Federation of the Phonographic Industry.   [2019-03-30]. （原始内容存档于2003-04-12）.
127. ↑  . Sverigetopplistan. Hung Medien.   [2009-07-26]. （原始内容存档于2013-07-17）.
128. ↑  . Swiss Music Charts. Hung Medien.   [2009-07-26]. （原始内容存档于2013-07-17）.
129. ↑  "Christina Aguilera | Artist | Official Charts". Official Charts Company.
130. ↑  . AllMusic. Rovi Corporation（英语：Rovi Corporation）.   [2009-07-26]. （原始内容存档于2014-02-04）.
131. ↑  "Christina Aguilera Chart History (Top Catalog Albums)". Billboard.
132. ↑   (PDF). UKChartsPlus（英语：UKChartsPlus）. Official Charts Company.   [2013-08-07]. （原始内容存档 (PDF)于2013-02-05）.
133. ↑  . ARIA.   [2013-08-06]. （原始内容存档于2009-02-23）.
134. ↑  . IFPI. Hung Medien. 2003-12-18  [2013-08-06]. （原始内容存档于2016-03-04）.
135. ↑  . Ultratop. Hung Medien.   [2013-08-18]. （原始内容存档于2015-01-03）.
136. ↑  . MegaCharts. Hung Medien.   [2013-08-07]. （原始内容存档于2014-03-12）.
137. ↑  . GfK Entertainment.   [2018-05-20]. （原始内容存档于2016-12-03）.
138. ↑  . Mahasz.   [2013-08-07]. （原始内容存档于2013-09-21）.
139. ↑  . IRMA.   [2013-08-07]. （原始内容存档于2005-04-04）.
140. ↑  . Recorded Music NZ.   [2013-08-07]. （原始内容存档于2016-03-04）.
141. ↑  . Swiss Music Charts. Hung Medien.   [2013-08-07]. （原始内容存档于2013-05-11）.
142. ↑   (PDF). UKChartsPlus. Official Charts Company.   [2013-08-07]. （原始内容存档 (PDF)于2012-07-23）.
143. ↑  . ARIA Charts. ARIA.   [2013-08-06]. （原始内容存档于2011-07-06）.
144. ↑  . GfK Entertainment.   [2018-05-20]. （原始内容存档于2017-04-12）.
145. ↑  . Swiss Music Charts. Hung Medien.   [2013-08-07]. （原始内容存档于2008-05-22）.
146. ↑   (PDF). UKChartsPlus. Official Charts Company.   [2013-08-07]. （原始内容存档 (PDF)于2013-10-15）.
147. ↑   (PDF). UKChartsPlus. Official Charts Company.   [2013-08-07]. （原始内容存档 (PDF)于2010-05-25）.
148. ↑  . The Advertiser (Adelaide: News Corp Australia). 2010-01-07  [2013-08-07]. （原始内容存档于2012-03-06）.
149. ↑   (PDF). ARIA Charts. Australian Recording Industry Association.   [2013-08-10]. （原始内容存档 (PDF)于2016-01-17）.
150. ↑  . Billboard (Prometheus Global Media). ISSN 0006-2510.
151. ↑  . Cámara Argentina de Productores de Fonogramas y Videogramas.   [2019-11-14]. （原始内容存档于2011-07-06）.
152. ↑  . IFPI Austria.   [2013-08-12] （德语）.
153. ↑  . Pro-Música Brasil.   [2013-08-12] （葡萄牙语）.
154. ↑  . Music Canada.   [2013-08-12] （英语）.
155. ↑  . Hitlisten.   [2019-11-14]. （原始内容存档于2012-10-01）.
156. ↑  . InfoDisc.fr.   [2018-03-03]. （原始内容存档于2018-07-01）.
157. ↑  . Bundesverband Musikindustrie.   [2019-11-14]. （原始内容存档于2015-03-19）.
158. ↑  . Adnkronos（英语：Adnkronos）. 2003-05-14  [2019-11-14]. （原始内容存档于2015-02-15）.
159. ↑   [Gold Albums, and other certified works. October 2002 Edition] (PDF). The Record (Bulletin) (Recording Industry Association of Japan). 2002-12-10, 517: 10  [2019-11-14]. （原始内容存档 (PDF)于2014-01-17）.
160. ↑  . Mahasz.   [2019-11-14]. （原始内容存档于2014-10-06）.
161. ↑  . Asociación Mexicana de Productores de Fonogramas y Videogramas.   [2019-11-14]. （原始内容存档于2015-03-19）.
162. ↑  . Nederlandse Vereniging van Producenten en Importeurs van beeld- en geluidsdragers.   [2018-07-31] （荷兰语）. 在“Artiest of titel”框输入“Stripped”。 在“Alle jaargangen”下拉菜单选择“2003”。
163. ↑  . Recorded Music NZ.   [2013-08-12] （英语）.
164. ↑  . IFPI Norway.   [2019-11-14]. （原始内容存档于2012-07-25）.
165. ↑  Salaverrie, Fernando.  (PDF) 1st. Madrid: Fundación Autor/SGAE. September 2005: 964  [2019-09-30]. ISBN 84-8048-639-2. （原始内容存档 (PDF)于2016-12-21）.
166. ↑   (PDF). IFPI Sweden.   [2013-08-13]. （原始内容 (PDF)存档于2011-05-17） （瑞典语）.
167. ↑  . IFPI Switzerland. Hung Medien.   [2013-08-13] （德语）.
168. ↑  Copsey, Rob. . Official Charts Company. 2017-11-23  [2017-11-26]. （原始内容存档于2017-11-26）.
169. ↑  Falk, Kim. . CDON.COM.   [2019-11-14]. （原始内容存档于2016-03-04）.
170. ↑  . CDON.COM.   [2019-11-14]. （原始内容存档于2018-03-04）.
171. ↑  . CDON.COM.   [2019-11-14]. （原始内容存档于2018-03-05）.
172. ↑  Honey. . CDON.COM.   [2019-11-14]. （原始内容存档于2016-03-04）.
173. ↑  . Amazon.es.   [2019-11-14]. （原始内容存档于2017-07-02）.
174. ↑  . CDJapan.   [2019-11-14]. （原始内容存档于2018-06-20）.
175. ↑  . Amazon.it.   [2019-11-14]. （原始内容存档于2019-03-06）.
176. ↑  . Amazon.co.uk.   [2019-11-14]. （原始内容存档于2019-03-21）.
177. ↑  . JB Hi-Fi（英语：JB Hi-Fi）.   [2016-02-20]. （原始内容存档于2016-03-05）.
178. ↑  . Amazon.de.   [2019-11-14]. （原始内容存档于2020-12-15）.
179. ↑  .   [2019-11-14]. （原始内容存档于2018-03-05）.
180. ↑  . cdgo.com.   [2019-11-14]. （原始内容存档于2016-10-10）.
181. ↑  . Amazon.ca.   [2019-11-14]. （原始内容存档于2016-05-11）.
182. ↑  . Amazon.fr.   [2019-11-14]. （原始内容存档于2017-03-11）.
183. ↑  Aguilera, Christina. . Empik.com.   [2019-11-14]. （原始内容存档于2019-02-10）.
184. ↑  . Amazon.com.   [2019-11-14]. （原始内容存档于2018-08-24）.
185. ↑  . Amazon.com.   [2019-11-14]. （原始内容存档于2016-03-10）.
186. ↑  . Sony Music Entertainment Hong Kong Limited.   [2019-11-14]. （原始内容存档于2013-09-23）.
187. ↑  . Amazon.ca.   [2019-11-14]. （原始内容存档于2016-05-12）.
188. ↑  . Amazon.de.   [2019-11-14]. （原始内容存档于2016-04-02）.
189. ↑  . Amazon.com.   [2019-11-14]. （原始内容存档于2020-12-15）.
190. ↑  .   [2019-11-14]. （原始内容存档于2016-10-11）.
191. ↑  . CDJapan.   [2019-11-14]. （原始内容存档于2018-06-20）.
192. ↑  . CDJapan.   [2019-11-14]. （原始内容存档于2018-06-20）.
193. ↑  . CDJapan.   [2019-11-14]. （原始内容存档于2018-06-20）.